# Hermes (imię)
Hermes – imię męskie pochodzenia greckiego, oznaczające „drogowskaz”. Nosił je jeden z bogów greckich. Innym bóstwem o tym imieniu jest Hermes Trismegistos, synkretyczne bóstwo hellenistyczne powstałe z połączenia cech greckiego boga Hermesa i egipskiego Thota. Od Hermesa utworzone zostało żeńskie imię Hermia – imię jednej z postaci Snu nocy letniej Williama Szekspira. W Kościele katolickim istnieje sześciu świętych patronów imienia.
Hermes imieniny obchodzi 28 sierpnia, jako wspomnienie św. Hermesa, męczennika rzymskiego.
Znane postaci o imieniu Hermes:
- Hermes (postać biblijna) – święty prawosławny
- Hermes – brazylijski piłkarz  występujący na pozycji pomocnika w Zawiszy Bydgoszcz